# Hochseeflotte

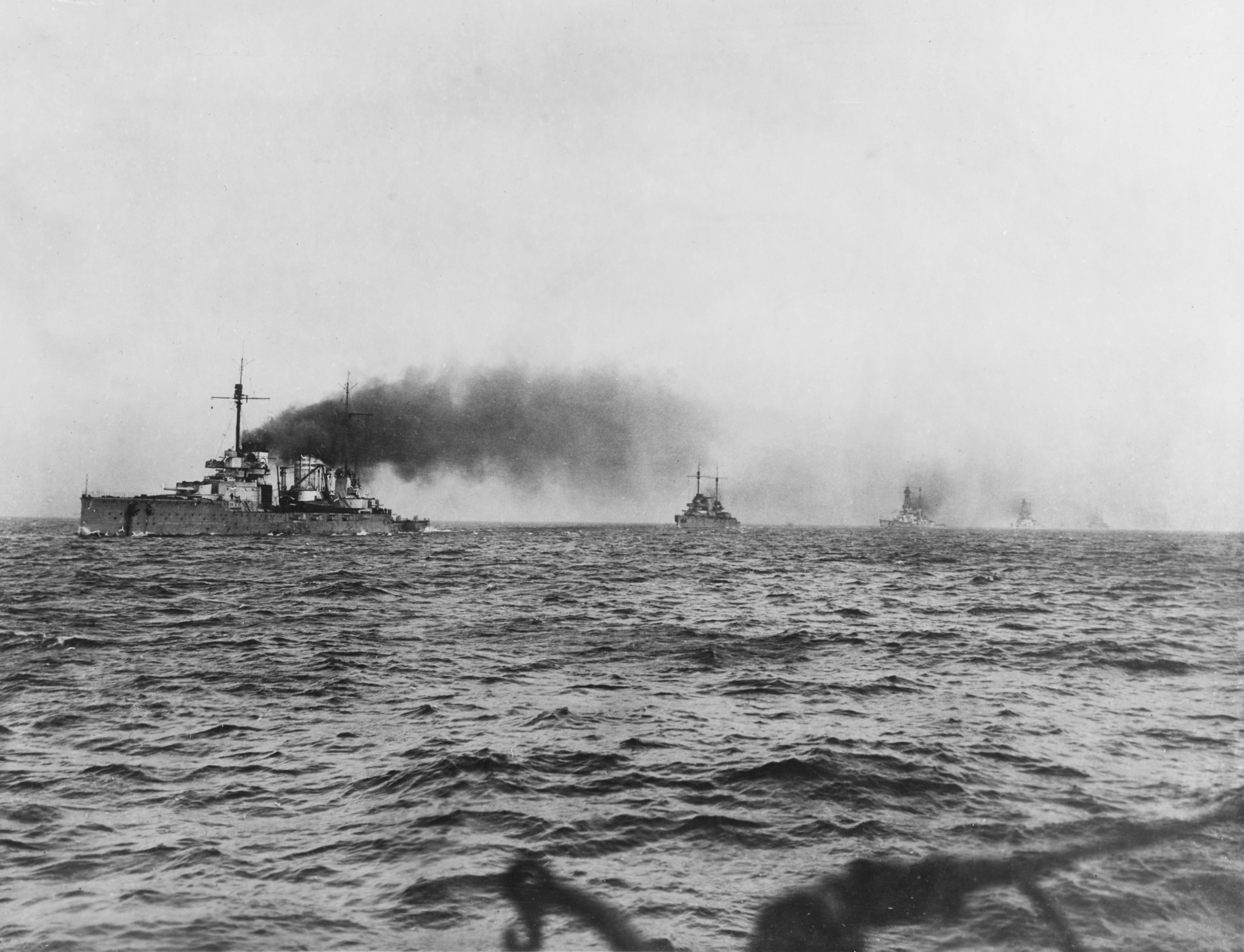
La SMS Derfflinger alla testa di unità tedesche in rotta su Scapa Flow, 21 novembre 1918

La Hochseeflotte o flotta d'alto mare fu la flotta principale della Kaiserliche Marine, la Marina imperiale tedesca, durante la prima guerra mondiale.

## Storia
Ebbe base a Wilhelmshaven e nel corso del conflitto fu comandata dagli ammiragli Friedrich von Ingenohl (1913–1915), Hugo von Pohl (1915–1916), Reinhard Scheer (1916–1918), Franz von Hipper (1918), e Ludwig von Reuter (1918-1919).
Durante la prima guerra mondiale minacciò fortemente di strappare alla Royal Navy il controllo dei mari intorno alla Gran Bretagna, tanto che la Grand Fleet dovette rimanere nel mare del Nord per la durata della guerra, sebbene da altri teatri giungessero pressanti richieste di navi.
La Hochseeflotte era superata numericamente in rapporto di tre a due dalla Grand Fleet britannica; tuttavia in alcuni periodi del primo anno di guerra si realizzò nel mare del Nord una quasi uguaglianza numerica, data la dispersione delle unità britanniche in numerose parti del mondo. Nell'ultima parte della guerra il rapporto divenne favorevole ai britannici.
La marina tedesca non aveva volontà di ingaggiare la flotta avversaria in uno scontro diretto, preferendo una strategia di incursioni nel mare del Nord con lo scopo di attirare verso di sé una parte della flotta britannica e distruggerla. Tuttavia le battaglie di Helgoland (28 agosto 1914), Dogger Bank (24 gennaio 1915) e dello Jutland (31 maggio 1916) furono inconclusive, e non mutarono la situazione strategica.
Poiché il blocco navale britannico causava crescenti difficoltà economiche nell'Impero tedesco, la Marina imperiale tedesca concentrò le proprie risorse sulla guerra sottomarina nel tentativo di vincere la prima battaglia dell'Atlantico e strangolare lo sforzo bellico britannico. A parte due uscite nell'agosto 1916 e nell'aprile 1918 la flotta d'alto mare rimase nei porti per il resto della guerra.
Nell'ottobre 1918, con le truppe di terra a un passo dalla sconfitta, e la popolazione civile in preda alla fame, Scheer decise di lanciare un attacco alla Grand Fleet tentando il tutto per tutto. Ma quando fu emanato l'ordine di prendere il mare, il 29 ottobre 1918, numerosi marinai si rifiutarono di obbedire e disertarono. Il piano fu accantonato, ma l'ammutinamento di Kiel fu la miccia per la "rivoluzione di novembre", la caduta del governo imperiale (9 novembre) e la fine della guerra (11 novembre 1918).
Secondo i termini dell'armistizio di Compiègne, la Hochseeflotte venne internata nella base britannica di Scapa Flow nelle isole Orcadi. Nel corso della "Operazione ZZ" il 21 novembre 1918, sessanta unità alleate scortarono in prigionia undici navi da battaglia, cinque incrociatori da battaglia, otto incrociatori e quarantotto cacciatorpediniere della Hochseeflotte.
Il 21 giugno 1919 l'ammiraglio von Reuter diede alla flotta l'ordine di autoaffondarsi per evitare di cadere in mano britannica. Affondarono 51 navi, e i nove marinai che persero la vita furono le ultime vittime della prima guerra mondiale.
Lo storico svedese Alf W. Johansson considera la creazione della flotta d'alto mare tedesca un esempio di grave errore strategico: «La flotta d'alto mare dell'ammiraglio von Tirpitz diede prova di essere un gigantesco errore di calcolo; un prodotto di vanità, preconcetti e pensiero militare incoerente. Si rivelò inutile come mezzo di pressione politica: invece di forzare un avvicinamento britannico alla Germania ottenne di avvicinarla alla Francia. Quando venne la guerra era uno strumento militare inadatto.»

## Composizione
Allo scoppio della prima guerra mondiale nell'agosto 1914 la sua forza era la seguente:
| Categoria                 | Numero |
| ------------------------- | ------ |
| Dreadnought               | 14     |
| Pre-dreadnought           | 22     |
| Navi da difesa costiera   | 8      |
| Incrociatori da battaglia | 5      |
| Incrociatori corazzati    | 7      |
| Incrociatori leggeri      | 12     |
| Torpediniere              | 89     |
| U-Boot                    | 19     |